# Dragan Stoianovici
Dragan Stoianovici (n. 24 aprilie 1938, Belobreșca, România – d. 2024) a fost un logician, profesor la Universitatea din București și traducător a numeroase opere literare sau de specialitate în limba română.

## Biografie
S-a născut în localitatea Belobreșca (din Caraș-Severin). După absolvirea liceului la Timișoara, a urmat cursurile Facultății de Filosofie din București (1955–1960), obținând titlul de doctor în filosofie la Universitatea „Alexandru Ioan Cuza” din Iași (1973/1975), cu teza „Termenii singulari în logică”. Tot în această perioadă și-a început cariera de profesor în învățământul secundar, fiind redactor și traducător la diverse publicații ale Academiei Române. Începând cu anul 1967 a ocupat succesiv pozițiile de asistent, lector, conferențiar și profesor la Facultatea de Filosofie, Catedra de Filosofie Teoretică și Logică, iar după anul 1989 a deveit îndrumător de doctorat.  A publicat și a predat în domeniile logicii generale, logicii moderne, filosofiei logicii, logicii discursului practic, argumentării și gândirii critice, precum și în domeniul logicii juridice. A ținut cursuri de logică și metodologia științei la Institutul Politehnic din București. Între 1990–2000 a fost profesor invitat la Universitatea Ecologică din București, unde a predat un curs de logică juridică la facultatea de drept.
A participat la numeroase reuniuni științifice internaționale, între acestea Congresul internațional de logică și filosofia științei (București 1971), simpozionul „Utopie și realitate” (Korčula, Iugoslavia, 1970), Simpozionul și atelierul „Karl Popper” (Budapesta, 1995 și 1996), Simpozionul aniversar „Descartes” (București, 1996), Conferința internațională „Popper” (București, 2002).
În comunicatul Universității din București la dispariția sa, se spune: „De asemenea, traducerile profesorului Stoianovici sau S. Drăgan, așa cum semna uneori, reprezintă versiuni remarcabile în limba română a unor texte fundamentale din domeniul filosofiei teoretice și al logicii, devenind un standard de claritate și corectitudine.“  

## Cărți
- D. Stoianovici, Logica generală – crestomație și exerciții, București, Universitatea din București. Facultatea de Istorie-Filozofie, 1984. Ediția a doua, cu mici modificări și adăugiri: București, 1990.
- Drăgan Stoianovici, Lecții de logică pentru juriști, București, Paideia, 1992.
- Dragan Stoianovici, Teodor Dima (coordonator), Andrei Marga, Logică generală, București, Editura Didactică și Pedagogică, 1993. Dragan Stoianovici, Ion Stepanescu, Logică și argumentare, manual pentru clasa a IX-a, București, Editura Sigma, 2001.
- Dragan Stoianovici, Argumentare și gândire critică, București, Editura Universității din București, 2005.
- Dragan Stoianovici, Din cuprinsul logicii (priviri istorice și critice), București, Curtea Veche, 2014.

## Traduceri (selecție)
- Ivo Andrić, Cronica din Travnik: viziri și consuli, traducere din limba sârbă și note de Dragan Stoianovici și Virgil Teodorescu, București, Editura pentru Literatură Universală, 1967. Reeditată: Iași, Polirom, 2019.
- Svetozar Stojanović⁠(d), Meta-etica contemporană, 2 vol., traducător: S. Drăgan, Editura Științifică, 1971.
- Solomon Marcus, Matematička Poetika, preveli Borislav Krstić, Dragan Stojanović, Beograd, Nolit, 1974.
- Norme, valori, acțiune. Analiza logică a discursului practic, cu aplicații în etică și drept, selecția textelor, traducere și studiu introductiv: Sorin Vieru și Dragan Stoianovici, București, Editura Politică, 1979.
- Georg Henrik von Wright, Normă și acțiune (Studiu logic), traducere, postfață și note de Dragan Stoianovici și Sorin Vieru, București, Editura Științifică și Enciclopedică, 1982.
- Alvin Toffler, Al treilea val, prefață de Ioniță Olteanu, traducere din limba engleză Georgeta Bolomey și Dragan Stoianovici, București, Editura Politică, 1983. Reeditări: Editura Z, 1996; Editura Antet XX PressLucman, 2002.
- Erich Fromm, Texte alese, studiu introductiv Al. Tănase, selecția textelor Ileana Răceanu și Nicolae Frigioiu, traducerea din limbile franceză și engleză Nicolae Frigioiu, controlul traducerii Dragan Stoianovici, București, Editura Politică, 1983.
- V. I. Perminov, Cauzalitatea în filosofie și știință, traducere de Sorin Vieru și Drăgan Stoianovici, București, Editura Științifică și Enciclopedică, 1988.
- Albert Einstein, Cum văd eu lumea. O antologie, selecția textelor M. Flonta, I. Pârvu, Traducere M. Flonta, I. Pârvu, D. Stoianovici, Note și postfață M. Flonta, București, Humanitas, 1992.
- Karl Popper, Societatea deschisă și dușmanii ei, vol I: Vraja lui Platon, vol. II: Epoca marilor profeții: Hegel și Marx, traducere de D. Stoianovici, București, Humanitas, 1993. Reeditări: 2005, 2017.
- Francis E. Peters⁠(d), Termenii filozofiei grecești, traducere de Dragan Stoianovici, București, Humanitas, 1993. Ediția a 2-a revăzută: 1997; ediția a 3-a revăzută, 2007.
- Jeanne Hersch⁠(d), Mirarea filozofică, traducere din franceză de Drăgan Vasile, București, Humanitas, 1994. Reeditări: 1997,2006.
- Henri-Irénée Marrou, Sfântul Augustin și sfârșitul culturii antice, traducere de Dragan Stoianovici și Lucia Wald, București, Humanitas, 1997.
- Bertrand Russell, Istoria filozofiei occidentale, 2 vol., traducere din engleză de D. Stoianovici, București, Humanitas, 2005.
- Ivo Andrić, Semne lângă drum (aforisme, însemnări, reflecții), traducere de Dragan Stoianovici, București, Curtea Veche, 2010.
- Bertrand Russell, În căutarea fericirii, traducere din engleză de S.G. Drăgan, București, Humanitas, 2011, 2017.
- Bertrand Russell, Cunoașterea lumii exterioare ca tărâm de aplicare a metodei științifice în filozofie, traducere din engleză de D. Stoianovici, București, Humanitas, 2013.
- Bertrand Russell, Credințele mele, cu o prefață de Alan Ryan, traducere din engleză de S.G. Drăgan, București, Humanitas, 2014.
- R. G. Collingwood, Eseu despre metoda filozofică, traducere din engleză de D. G. Stoianovici, București, Humanitas, 2015.
- Bertrand Russell, Eseuri sceptice, Cu o prefață de John Gray, traducere din engleză de S.G. Drăgan, București, Humanitas, 2015.
- Robert Kagan, Lumea clădită de America, traducere din engleză de S.G. Drăgan, București, Humanitas, 2015.
- Neven Sesardić⁠(d), Când rațiunea pleacă în vacanță. Filosofii în politică, traducere din engleză de S.G. Drăgan, București, Humanitas, 2018.
- Hannah Arendt, Viața spiritului, traducere din engleză de S.G. Drăgan, București, Humanitas, 2018.
- Bertrand Russell, Despre educație, traducere din engleză de S.G. Drăgan, București, Humanitas, 2019.
- Ivo Andrić, Povestiri din singurătate, traducere din limba sârbă de Dragan Stoianovici, Iași, Polirom, 2020.
- Ivo Andrić, Omer-pașa Latas, traducere din limba sârbă și note de Dragan Stoianovici, Iași, Polirom, 2021.
- Bertrand Russell, Viitorul omenirii și alte eseuri deloc populare, cu o introducere de Kirk Willis, traducere din limba engleză de S.G. Drăgan, București, Humanitas, 2021.
- Martha C. Nussbaum⁠(d), Terapia dorinței. Terapie și practică în etica elenistică, cu o nouă Introducere a autoarei, traducere din engleză de S.G. Drăgan, București, Humanitas, 2022.
- James Bridle⁠(d), Feluri de a fi. Dincolo de inteligența umană, traducere din limba engleză de S.G. Drăgan și Dan Bălănescu, Iași, Editura Polirom, 2023.